# Jacques Tourneur
Jacques Tourneur (París, 12 de noviembre de 1904-Bergerac, Francia, 19 de diciembre de 1977) fue un director de cine franco-estadounidense.

## Trayectoria
Tourneur nació en París (Francia); era hijo del director Maurice Tourneur. Todavía joven, se mudó a vivir a Nueva York y más tarde se trasladó a Hollywood, junto con su padre. Se nacionalizó estadounidense en 1919. Conoció a sus esposa, la actriz Christiane Virideau, mientras asistía a su padre en la producción del filme alemán de 1929 Das Schiff der verlorenen Menschen. 
Tourneur se dio a conocer tras la realización de tres películas de terror junto con el productor Val Lewton en RKO Pictures durante los años 1940: La mujer pantera, I Walked with a Zombie y The Leopard Man. Asimismo es reconocido por su película de 1957 Night of the Demon y el filme noir Out of the Past de 1947.
En 1964, Tourneur dirigió un episodio de la serie The Twilight Zone, Night Call. Otros trabajos televisivos suyos fueron episodios de Adventures in Paradise ("A Bride for the Captain", 1962), Bonanza ("Denver McKee", 1962) y T.H.E. Cat. Tourneur se retiró de la dirección a finales de los años 1960.
Tourneur murió en 1977 en Bergerac (Dordoña).

## Filmografía
- T.H.E. Cat (1966, serie de TV)
- War-Gods of the Deep (1965)
- The Comedy of Terrors (1964)
- Fury River (1961)
- The Barbara Stanwyck Show (1960, serie de TV)
- La battaglia di Maratona (1959)
- Adventures in Paradise (1959, serie de TV)
- The Alaskans (1959, serie de TV)
- The Twilight Zone (1959, serie de TV, episodio 'Night Call'.)
- Bonanza (1959, serie de TV)
- Frontier Rangers (1959)
- Mission of Danger (1959)
- Timbuktu (1959)
- Northwest Passage (1958, serie de TV)
- The Fearmakers (1958)
- Night of the Demon (1957)
- Nightfall (1957)
- Great Day in the Morning (1956)
- Wichita (1955)
- Stranger on Horseback (1955)
- Cita en Honduras (1953)
- Martin el gaucho (1952)
- La mujer pirata (1951)
- Circle of Danger (1951)
- El halcón y la flecha (1950)
- Stars in My Crown (1950)
- Easy Living (1949)
- Berlin Express (1948)
- Out of the Past (1947)
- Tierra generosa (1946)
- Experiment Perilous (1944)
- Days of Glory (1944)
- The Leopard Man (1943)
- I Walked with a Zombie (1943)
- Cat People (1942)
- Doctors Don't Tell (1941)
- Phantom Raiders (1940)
- Nick Carter, Master Detective (1939)
- They All Come Out (1939)
- The Ship That Died (1938, documental)
- Les filles de la concierge (1934)
- Pour être aimé (1933)
- Toto (1933)
- Tout ça ne vaut pas l'amour (1931)